# Association des chroniqueurs de baseball d'Amérique
L'Association des chroniqueurs de baseball d'Amérique,,,, fondée en 1908, est une association professionnelle de journalistes affectée à la couverture du baseball par différents journaux et magazines. Des journalistes employés par certains sites Internet sont également membres depuis peu.
Le nom anglais de l'association, basée aux États-Unis, est Baseball Writers' Association of America et son sigle est BBWAA.
Elle compte aujourd'hui plus de 700 membres aux États-Unis et au Canada (principaux pays où le baseball est largement suivi).

## Prix décernés
Les membres de cette association ont l'autorité de voter annuellement pour les récompenses suivantes, décernées aux joueurs des Ligues majeures de baseball (habituellement un gagnant pour la Ligue américaine et un pour la Ligue nationale) :
- Joueurs par excellence
- Recrue de l'année
- Trophée Cy Young (meilleurs lanceurs)
- Gérant de l'année

## Temple de la renommée du baseball
De plus, les journalistes membres de la BBWAA depuis au moins 10 ans peuvent voter pour élire les joueurs qui feront leur entrée au Temple de la renommée du baseball. Pour y être élu, un joueur doit apparaître sur au moins 75 % des bulletins de vote soumis aux membres votants.